# Andrzej Kaczmarek (kolarz)
Andrzej Kaczmarek (ur. 25 listopada 1947 w Chrzypsku Wielkim) – polski kolarz szosowy startujący w wyścigach w latach 60. i 70. XX stulecia.
Zajął 41. miejsce w wyścigu amatorów ze startu wspólnego podczas mistrzostw świata w 1969 w Brnie.
Trzykrotnie wystąpił w Wyścigu Pokoju. W 1970 zajął indywidualnie 5. miejsce (reprezentacja Polski zwyciężyła drużynowo), w 1971 – 57. miejsce (drużyna polska zajęła 2. miejsce), a w 1973 – 4. miejsce (drużyna Polski zwyciężyła).
Zajął 6. miejsce w Wyścigu Dookoła Polski w 1968.
Zwyciężył w mistrzostwach Polski w wyścigu parami w 1973 (z Zygmuntem Skrzypczakiem) i w 1973 (z Jackiem Świętkiem), a w wyścigu ze startu wspólnego zajął 2. miejsce w 1969.
Zajął 1. miejsce w wyścigu Circuit des mines w 1970, 4. miejsce w wyścigu Circuit de la Sarthe w 1971 i 1. miejsce w Wyścigu Dookoła Turcji w 1971.
Wygrał Kryterium Uliczne w Choszcznie o Puchar Zygmunta Weissa w 1971, zajął 2. miejsce w Wyścigu Dookoła Mazowsza w 1968, w Wyścigu o Puchar Dowódcy Marynarki Wojennej był drugi w 1969 i trzeci w 1970, a w Wyścigu „Dziennika Łódzkiego” zajmował 2. miejsce w 1973 oraz 3. miejsce w 1975.
Startował w zespole Stomilu Poznań w latach 1968–1980.